# 伦根弗尔德
伦根弗尔德是奥地利蒂罗尔州伊姆斯特县的一个市镇。总面积195.8平方公里，总人口4333人，人口密度22.1人/平方公里（2005年）。